# قيلة (جنديرس)
قيلة (بالكردية: Qîlê‏) هي قرية سوريّة تتبع إداريّاً لمحافظة حلب منطقة عفرين ناحية جنديرس، وبلغ تعداد سكانها 547 نسمة حسب قيود السجل المدني لنهاية عام 2005.